# Lebanon, Ohio
Lebanon là một thành phố thuộc quận Warren, tiểu bang Ohio, Hoa Kỳ. Năm 2010, dân số của thành phố này là 20033 người.

## Dân số
- Dân số năm 2000: 16962 người.
- Dân số năm 2010: 20033 người.